# Beatrice Shilling

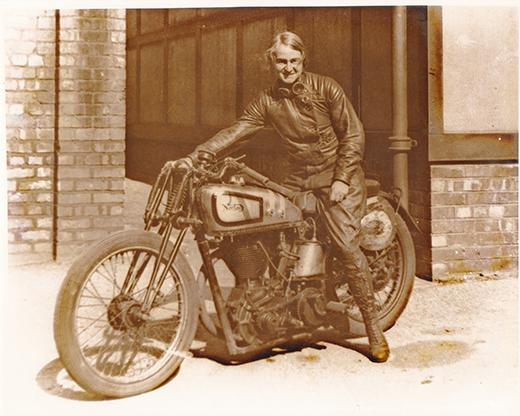
Beatrice Shilling, 1935

Beatrice „Tilly“ Shilling, OBE (* 8. März 1909 in Waterlooville; † 18. November 1990) war eine Britische Luftfahrtingenieurin, Motorradrennfahrerin und Sportwagenrennfahrerin.

## Leben

### Werdegang

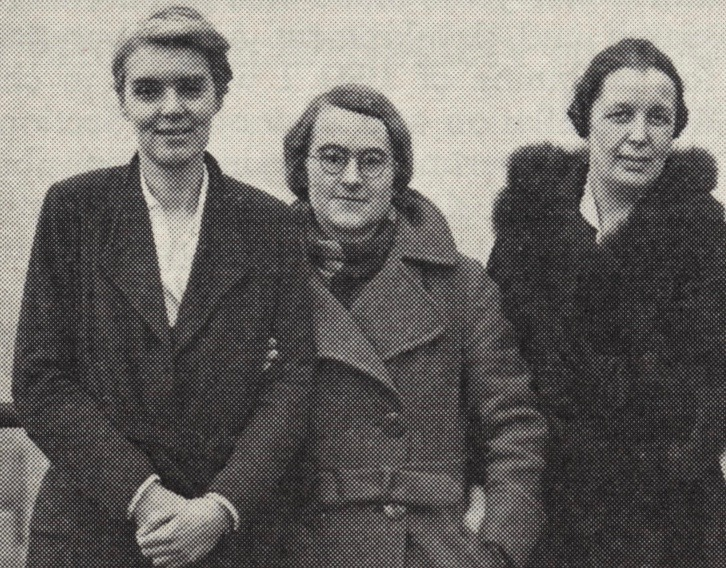
Margaret Rowbotham, Beatrice Shilling, Margaret Partridge, 1930er

Beatrice Shilling war die dritte Tochter von Annie „Nancy“ Dulake (1873–1954) und des Metzgers Henry Shilling (1852–1936). Sie zog 1914 mit ihrer Familie von Hampshire nach Surrey. Schon als Kind gab sie ihr Taschengeld für einfache Handwerkzeuge aus. Mit 14 Jahren besaß sie ihr erstes Motorrad, das sie selbst instand hielt. Im Alter von 16 Jahren war sie in der Lage, das eigene Motorrad komplett auseinanderzunehmen und wieder zusammenzusetzen. Nach dem Abschluss der Schule im Jahr 1926 machte Shilling eine Ausbildung zur Elektrikerin in Devon. Sie arbeitete im Unternehmen von Margaret Partridge, die sich auch in der Women’s Engineering Society (WES) engagierte. Zu dieser Zeit wurden die Stromversorgungen in ländlichen Gebieten ausgebaut und Shilling verbrachte die Ausbildungszeit damit, Leitungen und Generatoren für Privathaushalte und die Industrie zu installieren. Partridge überzeugte Shilling, sich anschließend um einen Studienplatz zu bewerben. Das WES unterstützte Shilling, ihre Kenntnisse in Mathematik auf das Aufnahmeniveau zu bringen und gewährte ein zinsloses Darlehen für die Studiengebühren. 1929 bis 1932 studierte sie als eine von zwei Studentinnen ihres Jahrgangs Elektrotechnik an der Victoria University of Manchester (Abschluss mit Auszeichnung). Ende 1933 erwarb sie dort einen Master of Science in Maschinenbau. Auf dem angespannten Arbeitsmarkt der frühen 1930er Jahre fand sie zunächst keine Festanstellung. Sie arbeitete eine Zeit lang als wissenschaftliche Mitarbeiterin an der University of Birmingham bei G. F. Mucklow und forschte zu Einzylinder-Kompressormotoren.

### Berufliche Leistungen
Beatrice Shilling trat 1936 dem Royal Aircraft Establishment (RAE) in Farnborough bei. Sie begann ihre Tätigkeit bei der Forschungs- und Entwicklungsorganisation als technische Autorin für die Publikationsabteilung des Luftfahrtministeriums und verfasste Handbücher für Flugzeugmotoren. Später wechselte sie zur Technik. Nach ihrer Heirat 1938 blieb Shilling bei der RAE, obwohl ein offizielles Heiratsverbot bestand. Dies war möglich, indem sie die nächsten 10 Jahre bis zur Abschaffung des Verbots als Aushilfe fungierte.
Bei Kriegsausbruch wurde sie zur technischen Offizierin und später zur leitenden technischen Offizierin befördert und war für die Forschung und Entwicklung von Vergasern verantwortlich. Obwohl sie an vielen Projekten mitarbeitete, war es ein kleines Messingbauteil, das sie berühmt machte. Im Zweiten Weltkrieg löste sie damit ein schwerwiegendes Problem der Rolls-Royce-Merlin-Motoren, die in den Hurricane- und Spitfire-Flugzegen der Alliierten eingesetzt wurden. Bei diesen Motoren kam es bei negativer Schwerkraft, wie beispielsweise einem steilen Sturzflug, zu Fehlzündungen oder sogar zum kompletten Ausfall des Motors auf Grund unregelmäßiger Treibstoffzufuhr. Alliierte Maschinen waren damit im Nachteil, wenn sie deutschen Bf 109- und Bf 110-Maschinen mit Treibstoffeinspritzung bei Manövern folgten. Piloten verloren ihr Leben. Während die RAF an einer langfristigen Lösung für das Problem arbeitete, fand Shilling eine geniale Zwischenlösung. Sie entwickelte eine Drosselung, die bei vorübergehender negativer Schwerkraft einen kontinuierlichen Treibstofffluss zum Motor sicherstellte. Die kleine Messingscheibe in Form eines Fingerhuts mit einem Loch in der Mitte wurde in die Treibstoffzufuhr eingesetzt. Ihr Bauteil war so konzipiert, dass er gerade genug Treibstoff durchließ, um die Leistung aufrechtzuerhalten. Das Gerät konnte eingebaut werden, ohne die Flugzeuge außer Betrieb zu setzen. Das offiziell R.A.E. restrictor benannte Gerät wurde als „Miss Tilly's diaphragm“, als „Miss Shilling's orifice“ (übersetzt etwa: Miss Schillings Öffnung) oder „Tilly orifice“ („Tilly“ stand für „utilitarian vehicle“/Nutzfahrzeug) bekannt. Ihr Biograf Matthew Freudenberg wertet diese Zoten eher als freundliche Ungezwungenheit denn als Respektlosigkeit oder Sexismus. Dieser Biograf ist auch mit ihrem Äußeren nicht zufrieden. Ein Foto in Freudenbergs Buch zeigt Shilling 1967 als Beraterin für Dan Gurney. Sie wurde hinzugezogen, da sein von Harry Weslake entworfener V12-Motor unter Überhitzungsproblemen litt. Freudenberg kritisiert auf dem Bild Shillings unspektakuläres Auftreten. Sie sähe aus wie eine altmodische alte britische Hausfrau mit einer Handtasche über dem Arm.
In der Zeit bei der RAE arbeitete Beatrice Shilling an Motorenzubehör sowie in der Abteilung Maschinenbau an Problemen der Wärmeübertragung, an Staustrahltriebwerken und der Blue Streak IRBM. Laut ihrem Eintrag in International Women in Science war sie an der Untersuchung von verschneiten Landebahnen und deren Auswirkungen auf die Beschleunigung des Fliegers beteiligt. Nach dem Unfall des British-European-Airways-Flugs 609, bei der auch Spieler der Fußballmannschaft von Manchester United tödlich verunglückten, fand sie die Unfallursache. Es handelte sich nicht wie zuerst vermutet um menschliches Versagen des Kapitäns, sondern der Schneematsch auf der Start- und Landebahn bremste das Flugzeug zu sehr.
Shilling arbeitete auch an Überschallflugzeugen. 1956 trat Shilling unter ihrem Ehenamen Naylor der Institution of Mechanical Engineers als assoziiertes Mitglied bei und berief sich bei ihrer Bewerbung auf den R.A.E. restrictor. Für die Olympischen Winterspiele 1968 in Grenoble arbeitete sie an der Verbesserung der Schlitten des britischen Bobteams.
Obwohl Shilling als Ingenieurin sehr geschätzt wurde, erreichte sie bei der RAE nie einen hohen Rang. Sie verachtete Bürokratie und Hierarchien, was sie bei den Vorgesetzten nicht beliebt machte. Ihr Benehmen im Allgemeinen wurde als eher schroff beschrieben, obwohl sie Auftraggebern gegenüber souverän auftrat. Es gab Vorurteile gegenüber Frauen im Berufszweig. Shilling wurde in Gehaltfragen und bei den Arbeitsbedingungen als „schwierig“ angesehen. Dennoch arbeitete sie bis zu ihrer Pensionierung 1969 für das Royal Aircraft Establishment. Sie war Mitglied der Women's Engineering Society.

### Sportliche Leistungen
Schon während ihres Studiums begann Beatrice Shilling im Universitätsclub mit Motorradrennen. Sie nutzte ihre technischen Fähigkeiten, um ihr Motorrad auszubauen und in Stand zu halten. Nach der Ausbildung fuhr sie regelmäßig Motorradrennen in Brooklands. Sie wurde dort im August 1934 als zweite Frau mit dem Gold Star ausgezeichnet, weil sie die Strecke mit über 100 Meilen pro Stunde auf ihrer Norton M30 500cc umrundete. Auf ihrer schnellsten Runde fuhr sie durchschnittlich 106 mph (170 km/h). 1936 lernte sie in der RAE den Kollegen und Mathematiker George Naylor kennen, der ebenfalls ein begeisterter Rennfahrer und Mechaniker war. Sie weigerte sich angeblich, ihn zu heiraten, bis er 1938 ebenfalls einen Brooklands Gold Star erhielt. Mit ihrem Ehemann fuhr sie bis in die 1960er Jahre Rennen. Ihre Autos tunten sie in ihrer Heimwerkstatt. Anfang der 1960er Jahre fuhren sie mit einem Austin-Healey Sebring Sprite Rennen, oft auf dem Goodwood Circuit, wo sie mehrere Platzierungen erreichten und einen Gesamtsieg einfuhren. Nach Abschluss der Rennkarriere begannen sie mit dem Sportschießen.

## Ehrungen (Auswahl)
Sie wurde 1947 für ihre Leistungen während des Krieges mit dem OBE ausgezeichnet. 1969 erhielt sie einem Doktortitel von der University of Surrey.
Einige ihrer Renntrophäen befinden sich heute im Besitz des Brooklands Museums. 2019 wurde in ihrer Heimatstadt eine Gedenktafel in der Waterlooville Library enthüllt. Im folgenden Jahr wurde am Haus in Farnborough, in dem sie von 1938 bis 1950 lebte, eine weitere Gedenktafel enthüllt.
Die Royal Holloway, University of London (Fakultät für Elektrotechnik, 2019) und die Coventry University (Ingenieurwesen und Computer Science, 2020) benannten jeweils ein neues Universitätsgebäude nach ihr.

## Film
- Invented In The North West, gezeigt auf BBC One am 23. Juni 2017[11]